# Triplophysa dorsalis
Triplophysa dorsalis és una espècie de peix de la família dels balitòrids i de l'ordre dels cipriniformes.

## Morfologia
Els mascles poden assolir els 13 cm de longitud total.

## Distribució geogràfica
Es troba a Xinjiang (Xina) i al territori de l'antiga URSS.